# Tsai Jui-yueh
Tsai Jui-yueh (en chinois : 蔡瑞月 ; pinyin : Cài Ruìyuè ; née le 8 février 1921 et morte le 29 mai 2005) est une danseuse et chorégraphe taïwanaise considérée comme la mère de la danse moderne à Taïwan.

## Biographe
Née à Tainan en 1921, Tsai se rend au Japon en 1937 pour étudier la danse avec Bakou Ishii et Midori Ishii,. Elle y entend une Japonaise parler de Taïwan comme d'un « désert stérile pour la danse » et décide de revenir à Taïwan pour y promouvoir l'art de la danse, refusant un récital solo de danse à Tokyo organisé par Midori Ishii. Tsai retourne à Taïwan en 1946.
Elle épouse le poète sino-indonésien Lei Shih-yu, qui enseigne à l'Université nationale de Taiwan en 1947,. Lei est emprisonné par les autorités du Kuomintang en juin 1949, puis déporté dans la province de Guangdong (ils vivront dès lors séparés, ne se retrouvant que brièvement en 1990. Lei Shih-yu meurt en 1996 à Baoding),. Tsai Jui-yueh est envoyée sur l'île Verte peu de temps après puis relâchée trois ans plus tard, mais ne peut quitter Taiwan,. En 1953, elle fonde sa propre école de danse, connu ultérieurement sous le nom de Tsai Jui-yueh Dance Research Institute,.
Les restrictions de voyage de Tsai Jui-yueh sont levées en 1983 et elle déménage en Australie pour vivre et travailler avec son fils, un danseur élève d'Elizabeth Cameron Dalman (en).
L'atelier de Tsai Jui-yueh est laissé à sa belle-fille Ondine Hsiao et à sa sœur Grace. Ce bâtiment devait être démoli en 1994, mais le projet est annulé à la suite de l’action de trois danseurs qui protestent en se suspendant en l'air par une grue pendant 24 heures. La ville de Taipei classe ce studio site du patrimoine municipal en octobre 1999. Quatre jours plus tard, le bâtiment est incendié lors d'un incendie présumé criminel. Les travaux de reconstruction commencent en mars 2002.
Tsai Jui-yueh meurt à Brisbane, en Australie, le 29 mai 2005, à l'âge de 84 ans. Le premier Festival international de danse Tsai Jui-Yueh est organisé en son honneur l'année suivante,. Son ancien atelier rouvre en mai 2007 et un mémorial est ajouté sur le site en mars 2008,.
Tsai Jui-yueh est considérée comme la mère de la danse moderne à Taiwan,,,.